# 패션 직물 박물관
패션 직물 박물관(Fashion and Textile Museum)은 영국 런던 버몬지에 위치한 현대 패션 박물관이다. 2003년에 영국인 디자이너 잔드라 로즈가 설립했으며 뉴엄 칼리지(the Newham College of Further Education) 산하에 소속되어 있다. 최근 전시에는 Liberty in Fashion, Art Textiles, 1920s Jazz Age Fashion & Photographs, Missoni Art Colour 등이 있었다. 영구 전시품은 없으며 특별 전시를 연속으로 기획하고 있다.

## 건물
본 박물관은 창고를 개조한 건물에 위치하고 있으며 멕시코인 건축가 리카도 레고레타가 잔드라 로즈와 함께 설계했다. 이 빌딩이 레고레타가 유럽에서 설계한 최초이자 유일한 건물이다. 건물에는 전시 공간 이외에 직물 스튜디오, 프린팅 스튜디오 및 주거 공간이 함께 포함되어 있다. 빌딩 벽에 핫 핑크색, 오렌지색, 노란색, 밝은 파란색 등의 독특한 색깔이 칠해져 있어 건축물 자체로서의 관광 명소로도 알려져 있다.

## 전시

### 현재 전시
- Night and Day: 1930s Fashion and Photographs[9]
- Cecil Beaton: Thirty from the 30s[10]

### 향후 전시
- Swinging London: A Lifestyle Revolution / Terence Conran – Mary Quant[11]

### 과거 전시
- Orla Kiely: A Life in Pattern[12]

- T-Shirt: Cult – Culture – Subversion[13] – 2018년 2월 9일 - 2018년 5월 6일
- Louise Dahl-Wolfe: A Style of Her Own[14] – 2017년 10월 20일 - 2018년 1월 21일
- Harper's Bazaar 150 Years – The Greatest Moments[15] – 2017년 10월 20일 - 2018년 1월 21일
- Wallace Sewell: 25 Years of British Textile Design[16] –  2017년 10월 20일 - 2018년 1월 21일
- The World of Anna Sui – 2017년 5월 26일 - 2017년 10월 1일[17][18]
- Josef Frank Patterns–Furniture–Painting[19] – 2017년 1월 28일 - 2017년 5월 7일
- 1920s Jazz Age Fashion & Photographs[3] – 2016년 9월 23일 - 2017년 1월 15일
- Missoni Art Colour[4] – 2016년 5월 6일 - 2016년 9월 4일
- Liberty in Fashion[1] – 2015년 10월 9일 - 2016년 2월 28일
- Riviera Style: Resort and Swimwear Style Since 1900[20] – 2015년 5월 22일 - 2015년 8월 30일 (King and McGaw 합작)
- Knitwear: From Chanel to Westwood[21] – 2014년 9월 19일 - 2015년 1월 18일
- Designing Women: Post-war British Textiles[22] – 2012년 3월 16일 - 2012년 6월 16일
- The Printed Square – Vintage Handkerchiefs – 2012년 3월 22일 - 2012년 6월 16일
- POP! Culture and Fashion 1955–1976[23] – 2012년 7월 6일 - 2012년 10월 27일
- Tommy Nutter: Rebel on the Row[24] – 2011년 5월 20일 - 2011년 10월 22일
- Sue Timney and the design of Timney-Fowler[25] – 2010년 11월 16일 - 2011년 4월 25일
- Horrockses Fashions: Off the Peg Style in the '40s and '50s[26] – 2010년 7월 9일 - 2010년 10월 24일
- Very Sanderson – 150 years of English decoration[27] – 2010년 3월 19일 - 2010년 6월 13일
- 30 years of Pineapple by Debbie Moore – 2010년 1월 18일 - 2010년 2월 24일
- Foale and Tuffin – Made in England[28] – 2009년 10월 23일 - 2010년 2월 24일
- Undercover: The Evolution of Underwear[29] – 2009년 6월 12일 - 2009년 9월 27일
- Swedish Fashion: Exploring A New Identity[30] – 2009년 2월 6일 - 2009년 5월 17일
- Billy: Bill Gibb's Moment in Time[31] – 2008년 10월 24일 - 2009년 1월 18일
- Little Black Dress[32] – 2008년 6월 20일 - 2008년 8월 25일
- Peacocks and Pinstripes – 2008년 2월 8일 - 2008년 5월 31일